# Степаненко, Александр Данилович
Степаненко Александр Данилович (9 апреля 1906 — 19 января 1975) — советский государственный деятель. Председатель исполнительного комитета Одесского городского совета депутатов трудящихся (1948—1955). Депутат Верховного Совета УССР 4-го созыва (1955—1959) и 5-го созыва (1959—1963). 1-й секретарь Одесского городского комитета Коммунистической партии Украины (КПУ) (1955—1960), Кандидат в члены Центрального Комитета КПУ с января 1956 по январь 1960 г.
Делегат XVI—XX съездов КПУ, Делегат XX и XXI съездов КПСС. С 1948 по 1960 г. член бюро Одесского городского комитета КП Украины. С 1955 по 1960 г. член бюро Одесского областного комитета КП Украины.

## Ранние годы
В конце XIX века многодетная семья Никона Степаненко снялась с насиженных мест в Полтавской губернии и двинулась на освоение свободных земель в Уфимской губернии, где и обосновались в деревне Ярошевка Белебеевского уезда. 9 апреля 1906 г. в семье Данилы Никоновича Степаненко родился первенец — Александр.
В 1914 г. Сашу определили в начальное земское училище, которое он успешно окончил в 1918 г. После окончания работал по найму у зажиточных селян.
За время учёбы закончилась I-я мировая война, а в Российской империи произошли две революции — буржуазная в феврале 1917 г., и социалистическая в октябре 1917 г. Гражданская война охватила всю территорию России.
В 1921 г., спасаясь от разрухи и голода, семья решила возвращаться в Полтавскую губернию, где оставались какие-то родственники.
По дороге в г. Балашове умирает отец, а в г. Балаклея умирает мать.
Маленьких детей забирают в детдом. Старшую сестру забирает к себе в дом одна семья, а Александр (15 лет) начинает батрачить в балаклеевских зажиточных хозяйствах, работает пастухом общественного стада.

## Биография
В 1922—1924 г. — писарь Бригадировского сельского совета. Союзом Всеработземлес назначают на должность секретаря СКНС (сельского комитета незаможных (свободных) селян).
В июле 1924 г. командируют на учёбу в ВУЗ. В сентябре 1924 г. назначают секретарем Балаклеевского районного КНС.
С 1924 по 1925 на обучении без отрыва от работы.
В 1925—1931 годах — инспектор государственного страхования в городах Балаклее и Барвенкове Харьковской области. В августе 1929 г. прошел чистку.
В 1931—1932 годах — слушатель курсов заведующих районных финансовых отделов при Народном комиссариате финансов УССР в городе Харькове (г. Харьков до 1934 г. был столицей УССР).
В 1932—1936 годах — заведующий Балаклесвского районного финотдела; заведующий Барвенковского районного финансового отдела Харьковской области.
В 1936—1938 годах — студент Ленинградской финансовой академии.
В 1938 г. вступает в ряды ВКП(б).
В 1938—1940 годах — начальник Харьковского областного управления государственного страхования.
С августа 1940 г. по февраль 1941 г. — начальник Черновицкого областного управления госстраха. В августе 1940 г. Красная Армия вошла в Буковину.
С февраля 1941 г. по июль 1941 г. — заместитель заведующего областным финансовым отделом г. Черновцы.
С августа 1941 г. по март 1946 г. — в Красной Армии, участник Великой Отечественной войны. В октябре 1941 г. окончил интендантские курсы в г. Борисоглебску Орловского военного округа. С октября 1941 г. участвует в боевых действиях в составе отдельного истребительного противотанкового батальона 21-й стрелковой бригады в должности начальника финансовой части. С 1943 года — начальник финансового отделения 47-й стрелковой дивизии 4-й Ударной армии 1-го Прибалтийского фронта. С января 1945 года — начальник финансового отделения интендантского отдела 4-й Ударной армии 1-го Прибалтийского фронта.
С августа 1945 по март 1946 г. — начальник финансового отдела интендантского управления Степного военного округа в городе Алма-Ате Казахстанской АССР. В марте 1946, по ходатайству Наркомфина СССР в соответствии с постановлением Государственного Комитета Обороны (ГКО) в счет 100 человек бывших руководящих финансовых работников был демобилизован и направлен в распоряжение Народного Комиссариата УССР. Приказом министра финансов УССР зачислен в резерв министерства финансов и находился в резерве до июня 1946 года.
В июне 1946 г. приказом министра финансов Украины назначен заведующим Одесским финансовым отделом.
5 января 1948 г. на сессии Одесского городского Совета депутатов трудящихся избран председателем исполкома городского Совета. В этой должности проработал до 1955 г.
19 января 1955 г. на пленуме городского комитета КПУ избран 1-м секретарем Одесского горкома КПУ. В этой должности проработал до 1960 г. С 1948 по 1955 гг. работал с первым секретарями обкома КПУ Кириченко А. И. и Епишевым А. А.
В 1960—1962 г. — заведующий Одесским областным финотделом.
В 1962- январе 1975 г. — начальник Одесского областного управления сберкасс.